# ZIP
ZIP формат је популаран формат за компресију фајлова. Један ZIP фајл може садржати један или више фајлова заједно са информацијом о структури директоријума и поддиректоријума у којима се они налазе. Такође, фајлови могу бити чувани како у компримованом, тако и њиховом изворном облику, без компресије.
Формат је првобитно осмислио Фил Кац (Phil Katz) за PKZIP. Но данас су и многи други програми способни да рукују ZIP фајловима. Оперативни системи Епла и Мајкрософта данас такође имају уграђену подршку за овај формат.